# Victor Pasmore
Victor Pasmore (* 3. Dezember 1908 in Chelsham (Surrey), England; † 23. Januar 1998 in Valletta, Malta) war ein britischer Maler und Reliefkünstler.

## Leben und Werk
Pasmore gehört zu den bedeutenden Vertretern der Abstrakten Kunst und war einer der einflussreichsten Künstler der britischen Abstrakten Malerei nach dem Zweiten Weltkrieg. Er gilt als einflussreichster Vertreter der neuen konstruktivistischen Kunst der 1940er, 1950er und 1960er Jahre in Großbritannien.
Victor Pasmore siedelte 1927 nach London um. Er erhielt seine künstlerische Ausbildung in Abendkursen von 1927 bis 1930 an der Londoner Central School of Arts and Crafts. Seine erste Einzelausstellung hatte der Maler 1933 in der Cooling Gallery in London.
Im Jahr 1934 nahm Pasmore auf Initiative des Galeristen Anton Zwemmer an der von Rodrigo Moynihan kuratierten Ausstellung Objective Abstraction des gleichnamigen Künstlerkollektivs teil, dem er als nicht-gegenständlicher Abstrakter jedoch nicht angehörte.
In der zweiten Hälfte der 1930er Jahre wandte sich Pasmore vorübergehend einer naturalistischen Gegenständlichkeit zu. Im Jahr 1937 stellte er mit Thomas Carr und Claude Rogers figurative Arbeiten in der Londoner Storran Gallery aus und gründete mit William Coldstream und Claude Rogers eine Malschule, die nach einem ihrer Standorte in Central London als Euston Road School bekannt wurde. Bis in die unmittelbare Nachkriegszeit malte Pasmore in dem mit dieser Schule assoziierten lyrisch-neoimpressionistischen Stil, es entstanden Stillleben, Landschaften und Figurenbilder.
Pasmores Ansuchen um Freistellung vom Kriegseinsatz aus Gewissensgründen wurde vorerst abgelehnt, einer Einberufung im Jahr 1942 versuchte sich der Maler zu entziehen. Erst nach der Verurteilung zu einer Gefängnisstrafe wurde einem erneuten Ansuchen von höherer Instanz schließlich stattgegeben.
Nach dem Krieg beteiligte sich Pasmore nicht mehr an den Ausstellungen der Maler der Euston Road School, er durchlief zu dieser Zeit bereits eine Phase der Neuorientierung. Etwa ab 1947 wandte er sich erneut, nunmehr dauerhaft, der Abstraktion zu.
Pasmore gehört, mit Barbara Hepworth und Ben Nicholson, zu den Künstlern der ersten Ausstellung abstrakter Kunst nach dem Krieg in London (1950/51). Von 1954 bis 1961 war er Professor („Master of Painting“) am Department of Fine Arts an der Durham University. In den 1950er Jahren lebte Pasmore in Newcastle upon Tyne, Anfang der 1960er Jahre in London (Blackheath), 1966 zog er nach Malta, wo er bis zu seinem Tod lebte und arbeitete.
In den 1950er und 1960er Jahren bekam seine Kunst internationale Anerkennung. Er war, unter anderem, Teilnehmer der documenta 2 im Jahr 1959 und auch der documenta 3 1964 in Kassel, der XXX. Biennale von Venedig 1961 und der VII. Biennale von São Paulo 1965.
Sein Bild „Innere Küstenlandschaft“ von 1950 hängt in der Tate Gallery.